# Barbara Sillari
 (octobre 2010).
Barbara Sillari, née le 1er novembre 1963, est une artiste peintre italienne.

## Biographie
Barbara Sillari vit à Monte-Carlo et travaille dans ses ateliers de Roquebrune-Cap-Martin (France) et Modène (Italie).
Elle expose à Paris, New York, Manheim, Dubaï, Milan, Venise, Monaco, Barcelone et Shanghai.
En 2003, Barbara Sillari représenta pour la première fois la principauté de Monaco à la 50e Biennale de Venise, en compagnie de l’artiste allemande Gabriela Dauerer, sous le patronage du Comité national monégasque d’art plastique et de l’UNESCO.
En 2007, elle obtient sa licence d’expert consultant en art à Monaco.

## Son art
Elle privilégie une technique mixte utilisant la peinture à l’huile ou acrylique sur toile.
- Période matérique (1990-2001) : l'artiste cherche dans l’intériorité de la matière, l’expression de la souffrance de l’âme afin de la guérir en entreprenant un chemin vers la lumière.
- Période guerriers (2003-2006) : à travers le symbolisme du guerrier, le peintre exprime les vertus de l’homme, qui sur son chemin de conscience, lutte pour se réaliser à travers son identité propre, afin de dépasser ses propres limites et peurs, et s’élever vers son aspiration à la liberté.
- Période 5 éléments feng shui : l'eau. À travers la philosophie feng shui, l’artiste exprime toute l’énergie de l’élément « Eau ». L’eau est sacrée, vapeur, cristaux, c’est un élément vital indispensable et à l’origine de chaque forme de société et d’innovation.

## Expositions
1984-1985
- Centre d’Art Moderne et Contemporain - Villa Arson - Nice (France)

1989
- « Humeur et Révolution », Biennale internationale – bicentenaire de la Révolution française.
- Palais des Festivals et Congrès de Cannes
- Musée d’Art moderne de Gérone (Espagne)
- Centre culturel de Munhaim (Allemagne)

1998
- Euro-America int. Gallery Soho New York “Strong modern”, présentée par Andrew Mc Donnel / Williamsburg Art and Historical Center. Brooklyn New York.

2000
- Galerie Chave (France) : “Le nouveau paysage” Lauréate de prix du public. Sous le haut patronage du prince Rainier III de Monaco
- Espace d’art moderne et contemporain - Quai Antoine Ier - Monaco

2001
- “Previsioni del preconscio profondo” Musée d’art Moderne[Lequel ?] – présenté par M Enzo Margonari et par le centre Antonio Ligabue

2002
- Fondation Prince Pierre de Monaco - Sporting d’hiver – Salon des arts – sous la présidence de son Altesse Royale la Princesse de Hanovre “il sognio che risorge dalla vita”

2003
- 50e Biennale de Venise : Barbara Sillari porte pour la première fois la principauté de Monaco à la 50e Biennale de Venise, en compagnie de l’artiste Allemande Gabriela Dauerer, sous le patronage du comité national monégasque d’art plastique et de l’UNESCO

Canareggio, Venise.
2005
- 2e Biennale de Pékin (Chine)

2006
- Jeux olympiques de Turin (Italie) : « Périple vers le noyau originel ». Exposition itinérantes officielle sur les sites olympiques – Turin, Bardonecchia, Salsomaggiore, Sestrière ; sous le haut patronage du prince Albert II de Monaco et du président du comité d’organisation des Jeux olympiques de Turin (TOROC) Valentino Castellani

2010
- Exposition universelle de Shanghai : « Meilleure ville – Meilleure vie » Pavillon official de la principauté de Monaco - salon VIP